# Kịch bản phim
Kịch bản phim (hay còn gọi là kịch bản văn học) là khâu đầu tiên của việc sản xuất ra một bộ phim, có thể được phỏng theo (chuyển thể) một tác phẩm khác như tiểu thuyết, vở kịch hay truyện ngắn, hoặc có thể là một tác phẩm gốc. Nó bao gồm kịch bản phim điện ảnh và kịch bản phim truyền hình.
Người viết kịch bản được gọi là nhà biên kịch.
..

## Khái niệm
Theo từ điển tiếng Việt do Giáo sư Hoàng Phê chủ biên, Nxb Khoa học xã hội định nghĩa: "Kịch bản là vở kịch ở dạng văn bản".
Mỗi loại hình văn học nghệ thuật, điện ảnh hay truyền hình (có thể coi truyền hình cũng là một loại hình mang tính chất nghệ thuật, bởi truyền hình là sự kết hợp của điện ảnh và báo chí) đều có những đặc thù riêng, đặc trưng và tính chất riêng. Vì thế, khái niệm kịch bản đi vào từng loại hình được biến hoá sao cho phù hợp với những tính chất đặc trưng riêng của nó. Do đó, nó có nhiều hình thức biểu hiện đa dạng chứ không phải chỉ là vở kịch ở dạng vản bản, vấn đề này chúng tôi xin đề cập phân tích ở những phần sau.

### Những giải thưởng dành cho kịch bản phim
- Những kịch bản hay nhất
- 100 kịch bản hay nhất Lưu trữ ngày 30 tháng 6 năm 2006 tại Wayback Machine
- 101 kịch bản hay nhất theo Writer Guild Lưu trữ ngày 11 tháng 7 năm 2006 tại Wayback Machine
- Casablanca - Kịch bản phim xuất sắc nhất mọi thời đại
- Những giải Oscar dành cho kịch bản phim Lưu trữ ngày 13 tháng 5 năm 2006 tại Wayback Machine